# Social login
Le social login est une forme d'authentification unique utilisant les informations de connexion existantes d'un utilisateur à un réseau social tels que Facebook, Twitter ou Google+ pour connecter l'utilisateur à un site web tiers, au lieu de créer un nouveau compte de connexion spécifiquement pour ce site.
Le social login a été conçu pour simplifier le processus de connexion pour les utilisateurs ainsi que pour fournir des informations démographiques de plus en plus fiables aux développeurs web.
Le social connexion est souvent considéré comme une passerelle vers la plupart des tendances récentes dans les logiciels sociaux et le commerce social, car il peut être utilisé comme un mécanisme pour l'authentification et l'autorisation.

## Avantages dulogin social
Des études ont montré que les formulaires d'inscription sur les sites web sont inefficaces parce que plusieurs personnes donnent de fausses données, oublient leurs informations de connexion pour le site ou simplement refusent de s'enregistrer.
Une étude menée en 2011 par Janrain and Blue Research a révélé que 77 % des internautes préféraient l'authentification par social login comparativement aux autres méthodes d'enregistrement.
Les avantages pour l'utilisateur sont :
- l'utilisateur n'a pas à créer et mémoriser un nouveau nom d'utilisateur et un nouveau mot de passe ;
- l'utilisateur n'a pas à entrer de nouveau ses informations personnelles comme son prénom, son nom, son adresse électronique, son pays de résidence, sa date de naissance, ses préférences, ses activités, etc.

Les avantages pour le site sont :
- un plus grand nombre d'inscriptions : comme l'utilisateur n'a pas à fournir un nom d'utilisateur, un mot de passe et des informations personnelles, le processus d'inscription est plus simple et plus rapide, ce qui incite un plus grand nombre d'internautes à s'inscrire ;
- un contenu ciblé : ayant obtenu un profil de l'utilisateur, le site web peut lui envoyer un contenu et de la publicité ciblés. Cela inclut des informations telles que le nom, email, ville natale, les intérêts, les activités et les amis ;
- une adresse électronique validée : les fournisseurs de social login peuvent fournir une adresse électronique validée au site web, ce qui réduit la possibilité pour l'utilisateur de fournir une adresse fictive lors de l'inscription.

## Liste de services de réseaux sociaux populaires supportant lesocial login
- America Online
- Facebook
- Fortnite
- Foursquare
- Google+
- Hyves
- LinkedIn
- LiveJournal
- Myspace
- Orkut
- Renren (人人网)
- VKontakte (ВКонтакте)
- Twitter
- Yahoo!
- QQ
- Sina Weibo
- Plurk

## Source de la traduction
- (en) Cet article est partiellement ou en totalité issu de l’article de Wikipédia en anglais intitulé « Social login » (voir la liste des auteurs).